# Дальгрен, Гертруд
Гертруд Дальгрен (швед. Gertrud Dahlgren; 1931—2009) — шведский учёный-ботаник.

## Биография
Гертруд Дальгрен родилась в городке Клиппан, в лене Сконе. Училась в университете в Хельсинборга, впоследствии продолжила обучение в Лундском университете, где занималась систематикой ботаники. В Лунде она получила степень магистра по химии и биологии.
В середине 1950-х годов Хеннинг Веймарк, заведующий кафедрой систематической ботаники Лундского университета, начал новое направление исследований в биосистематики, которая стала основной отраслью исследований Гертруд Дальгрен и получила международное внимание.
В 1967 году Дальгрен получила степень доктора философии за работу над изучением рода «Sanguisorba», и в частности, двух шведских видов «Sanguisorba officinalis» и «Sanguisorba minor». Она продолжила работу в области биосистематики, в частности изучением родов растений «Ranunculus» «Erodium», и издала книгу по систематике ботаники, которая впоследствии была переведена на немецкий.
С 1979 до 1987 года Дальгрен занимала должность заведующего кафедрой систематической ботаники в Лунде. В 1987 году, после внезапной смерти мужа, она оставила свой пост и вернулась к своим исследованиям в области таксономии покрытосеменных. В 1992 году она была избрана членом общества «Kungliga Fysiografiska Sällskapet i Lund» («Королевское физиографическое общество в Лунде»).
Она была замужем за своим коллегой-ботаником Рольфом Дальгреном (1932—1987), который погиб в автомобильной катастрофе. У супругов было трое детей, Сусанна, Хелена и Фредерик.
Гертруд Дальгрен умерла в декабре 2009 года.

## Отдельные научные труды
- Dahlgren, Gertrud; Cronberg, Nils (1996). Species differentiation and relationships in Ranunculus subgenus Batrachium (Ranunculaceae) elucidated by isozyme electrophoresis.. Symbolae Botanicae Upsaliensis 31 (3). с. 91-104.
- Dahlgren, Gertrud, ред. (1976). Systematisk botanik [Systematische Botanik] (вид. 2nd). Lund: LiberLäromedel. ISBN 9140039668.
- Dahlgren, Gertrud (July 1989). An updated angiosperm classification. Botanical Journal of the Linnean Society 100 (3). с. 197—203. doi:10.1111/j.1095-8339.1989.tb01717.x.
- 1989. The last Dahlgrenogram: System of classification of the dicotyledons. pp. 249—260, in K. Tan, R. R. Mill & T. S. Elias (eds.), Plant taxonomy, phytogeography and related subjects. Edinburgh University Press, Edinburgh.
- 1991. Steps toward a natural system of the Dicotyledons: Embryological characters. Aliso 13: 107—165.